# دوازده سال انتظار
دوازده سال انتظار عنوان فیلمی تاجیکی و محصول سال ۲۰۱۶ میلادی است.

## موضوع فیلم
دختری جوان به نام فرشته تصمیم گرفته است که ادامه تحصیل بدهد و پزشک شود تا بتواند پدر بیمارش را درمان کند. اما ازدواج اجباری و زودهنگام سدی برای رسیدن او به این آرزوست.